# Serkan Aslan
Serkan Aslan (* 15. Januar 1980 in Füssen, Deutschland) ist ein türkischer Fußballspieler.

## Karriere
Aslan begann seine Karriere beim FC Memmingen. Zur Saison 1999/2000 wechselte er zum viertklassigen FC Kempten. Für Kempten kam er ein eineinhalb Jahren zu 43 Einsätzen in der Oberliga Bayern. Im Januar 2001 wechselte er zum österreichischen Bundesligisten Schwarz-Weiß Bregenz. Sein Debüt in der Bundesliga gab er dann im Mai 2001 gegen den VfB Admira Wacker Mödling. In dreieinhalb Spielzeiten in Bregenz absolvierte er 79 Bundesligapartien, in denen er zwölf Tore erzielte.
Zur Saison 2004/05 kehrte Aslan nach Deutschland zurück und schloss sich dem Regionalligisten SSV Jahn Regensburg an. Für Jahn spielte er 16 Mal in der Regionalliga. Im Januar 2005 wechselte er ein zweites Mal in die österreichische Bundesliga, diesmal zum SV Austria Salzburg. Für die Austria kam er zu zwölf Bundesligaeinsätzen. Nach der Übernahme von Red Bull wurde der Mittelfeldspieler nicht in den Kader von Red Bull Salzburg übernommen, sondern wechselte zur Saison 2005/06 in die Türkei zu Diyarbakırspor. Für den Verein kam er zu drei Einsätzen in der Süper Lig, ehe er im Februar 2006 an den Zweitligisten Gaziantep BB verliehen wurde. Zur Saison 2006/07 kehrte er dann wieder nach Diyarbakır zurück, das inzwischen in die TFF 1. Lig abgestiegen war.
Zur Saison 2007/08 wechselte er zum Drittligisten Eyüpspor. Im Februar 2008 wechselte er zum Zweitligisten İstanbulspor, mit dem er zu Saisonende aber aus der zweithöchsten Spielklasse abstieg. Zur Saison 2009/10 kehrte Aslan nach Österreich zurück und wechselte zum Zweitligisten FC Dornbirn 1913. Für Dornbirn kam er zu zwölf Einsätzen in der zweiten Liga, aus der er mit Dornbirn zu Saisonende aber abstieg. Nach dem Abstieg verließ er den Verein nach einer Spielzeit wieder.
Nach einem halben Jahr ohne Klub wechselte Aslan im Januar 2011 zum viertklassigen FC Wolfurt. In Wolfurt verbrachte er achteinhalb Jahre, in denen er 202 Partien in der Vorarlbergliga machte. Mit Wolfurt stieg er 2019 in die neu geschaffene Eliteliga Vorarlberg auf. Daraufhin verließ er den Verein aber und wechselte zur Saison 2019/20 zum fünftklassigen FC Hörbranz. Für Hörbranz spielte er 24 Mal in der Landesliga. Im Januar 2021 kehrte er wieder nach Wolfurt zurück, wo er sich der zweiten Mannschaft anschloss, die zur Saison 2021/22 in einer Spielgemeinschaft mit dem FC Schwarzach aufging.